# Campeonato Europeo de Esgrima de 2003
El XVI Campeonato Europeo de Esgrima se realizó en Bourges (Francia) entre el 27 de julio y el 3 de junio de 2003 bajo la organización de la Confederación Europea de Esgrima (CEE) y la Federación Francesa de Esgrima.
Las competiciones se realizaron en las instalaciones del Palacio d'Auron de la localidad francesa.

## Medallistas

### Masculino
| Evento              | Oro                                                                                | Plata                                                                              | Bronce                                                                                |
| ------------------- | ---------------------------------------------------------------------------------- | ---------------------------------------------------------------------------------- | ------------------------------------------------------------------------------------- |
| Florete individual  | Simon Senft · Alemania                                                             | João Gomes Portugal                                                                | Richard Breutner · Alemania · Jean-Noël Ferrari · Francia                             |
| Florete por equipos | Jean-Noël Ferrari Erwann Le Péchoux Antoine Mercier Térence Joubert Francia        | Attila Juhász · Ádám Vizler · Bence Juhász · Márk Marsi · Hungría                  | Vadim Ayupov · Viacheslav Pozdniakov · Ruslan Nasibulin · Alexandr Stukalin · Rusia   |
| Espada individual   | Gábor Boczkó · Hungría                                                             | Pavel Kolobkov · Rusia                                                             | Tomasz Motyka · Polonia · Hugues Obry · Francia                                       |
| Espada por equipos  | Hugues Obry Gauthier Grumier Benoît Janvier Jean-Michel Lucenay Francia            | Dmytro Kariuchenko · Dmytro Chumak · Vitali Osharov · Olexandr Horbachuk · Ucrania | Davide Schaier · Alessandro Bossalini · Diego Confalonieri · Giacomo Falcini · Italia |
| Sable individual    | Stanislav Pozdniakov · Rusia                                                       | Alexei Yakimenko · Rusia                                                           | Boris Sanson · Francia · Luigi Tarantino · Italia                                     |
| Sable por equipos   | Alexei Frosin · Alexei Diachenko · Stanislav Pozdniakov · Alexei Yakimenko · Rusia | Luigi Tarantino · Aldo Montano · Giampiero Pastore · Giacomo Guidi · Italia        | Marcin Koniusz · Arkadiusz Nowinowski · Adam Skrodzki · Maciej Tomczak · Polonia      |

### Femenino
| Evento              | Oro                                                                                       | Plata                                                                               | Bronce                                                                                  |
| ------------------- | ----------------------------------------------------------------------------------------- | ----------------------------------------------------------------------------------- | --------------------------------------------------------------------------------------- |
| Florete individual  | Gabriella Varga · Hungría                                                                 | Valentina Vezzali · Italia                                                          | Svetlana Boiko · Rusia · Yekaterina Yusheva · Rusia                                     |
| Florete por equipos | Sylwia Gruchała · Magdalena Mroczkiewicz · Anna Rybicka · Małgorzata Wojtkowiak · Polonia | Valentina Vezzali · Margherita Granbassi · Ilaria Salvatori · Frida Scarpa · Italia | Svetlana Boiko · Yekaterina Yusheva · Yevgueniya Lamonova · Viktoriya Nikishina · Rusia |
| Espada individual   | Tatiana Logunova · Rusia                                                                  | Maarika Võsu Estonia                                                                | Claire Augros · Francia · Ildikó Mincza · Hungría                                       |
| Espada por equipos  | Tatiana Logunova · Oxana Yermakova · Anna Sivkova · Tatiana Fajrutdinova · Rusia          | Maarika Võsu Heidi Rohi Olga Aleksejeva Irina Embrich Estonia                       | Silvia Rinaldi · Sara Cometti · Bianca Del Carretto · Francesca Quondamcarlo · Italia   |
| Sable individual    | Ilaria Bianco · Italia                                                                    | Natalia Makeyeva · Rusia                                                            | Edina Csaba · Hungría · Yelena Nechayeva · Rusia                                        |
| Sable por equipos   | Natalia Makeyeva · Yelena Nechayeva · Yekaterina Fedorkina · Sofia Velikaya · Rusia       | Cécile Argiolas Léonore Perrus Pascale Vignaux Anne-Lise Touya Francia              | Yelena Jemayeva Janna Siukayeva Yelena Əmirova Anjela Volkova Azerbaiyán                |

## Medallero
| Núm. | País       | Oro | Plata | Bronce | Total |
| ---- | ---------- | --- | ----- | ------ | ----- |
| 1    | Rusia      | 5   | 3     | 5      | 13    |
| 2    | Francia    | 2   | 1     | 4      | 7     |
| 3    | Hungría    | 2   | 1     | 2      | 5     |
| 4    | Italia     | 1   | 3     | 3      | 7     |
| 5    | Polonia    | 1   | 0     | 2      | 3     |
| 6    | Alemania   | 1   | 0     | 1      | 2     |
| 7    | Estonia    | 0   | 2     | 0      | 2     |
| 8    | Portugal   | 0   | 1     | 0      | 1     |
| 8    | Ucrania    | 0   | 1     | 0      | 1     |
| 10   | Azerbaiyán | 0   | 0     | 1      | 1     |
|      | TOTAL      | 12  | 12    | 18     | 42    |